# KFNB – Samson, Hercules und Vulcan
| KFNB – SAMSON, HERCULES und VULCAN | KFNB – SAMSON, HERCULES und VULCAN | KFNB – SAMSON, HERCULES und VULCAN | KFNB – SAMSON, HERCULES und VULCAN |
| Technische Daten                   | Technische Daten                   | Technische Daten                   | Technische Daten                   |
| ---------------------------------- | ---------------------------------- | ---------------------------------- | ---------------------------------- |
| Namen                              | SAMSON                             | HERCULES                           | VULCAN                             |
| Bauart                             | B1 n2                              | B1 n2                              | B1 n2                              |
| Zylinder-Ø                         | 305 mm                             | 305 mm                             | 317 mm                             |
| Kolbenhub                          | 406 mm                             | 406 mm                             | 406 mm                             |
| Treibrad-Ø                         | 1372 mm                            | 1372 mm                            | 1372 mm                            |
| Laufrad-Ø vorne                    | –                                  | –                                  | –                                  |
| Laufrad-Ø hinten                   | 914 mm                             | 914 mm                             | 1067 mm                            |
| Fester Radstand                    | k. A.                              | k. A.                              | k. A.                              |
| Gesamtradstand                     | k. A.                              | k. A.                              | k. A.                              |
| Gesamtradstand + Tender            | k. A.                              | k. A.                              | k. A.                              |
| Heizfl. d. Rohre                   | 34,0 m²                            | 39,7 m²                            | 35,7 m²                            |
| Heizfl. d. Feuerbüchse             | 4,4 m²                             | 4,4 m²                             | 4,0 m²                             |
| Rostfl.                            | 0,70 m²                            | 0,70 m²                            | 0,69 m²                            |
| Dampfdruck                         | k. A.                              | k. A.                              | k. A.                              |
| Gewicht (leer)                     | k. A.                              | k. A.                              | k. A.                              |
| Adhäsionsgewicht                   | k. A.                              | k. A.                              | k. A.                              |
| Dienstgewicht                      | 12,3 t                             | 12,3 t                             | 12,3 t                             |
| Dienstgewicht + Tender             | k. A.                              | k. A.                              | k. A.                              |
| Wasser                             | k. A.                              | k. A.                              | k. A.                              |
| Kohle                              | k. A.                              | k. A.                              | k. A.                              |
| Länge                              | k. A.                              | k. A.                              | k. A.                              |
| Länge + Tender                     | k. A.                              | k. A.                              | k. A.                              |
| Höhe                               | k. A.                              | k. A.                              | k. A.                              |

Die Dampflokomotiven SAMSON, HERCULES und VULCAN waren die ersten Güterzuglokomotiven der Kaiser-Ferdinands-Nordbahn (KFNB). Sie wurden bei der Lokomotivfabrik Stephenson bestellt.
Stephenson gab die Bestellung von SAMSON und HERCULES an Tayleur & Co. in Warrington weiter und lieferte selbst nur die VULCAN. Deshalb unterscheiden sich die Maschinen in ihren wesentlichen Daten.
Die Lokomotiven wurden 1837 geliefert und hatten die Achsformel B1. Die Zylinder waren unter der Rauchkammer angeordnet und trieben die gekröpfte zweite Achse an. Auf dem mittleren Kesselschuss befand sich die auch später bei der KFNB verwendete Füllschale.
Die Lokomotiven erhielten die KFNB-Inventarnummern 3 (HERCULES), 4 (SAMSON) und 6 (VULCAN).
SAMSON und HERCULES wurden schon 1848 abgestellt, die VULCAN 1851; alle drei wurden 1852 abgebrochen.